# Kodon terminacyjny
Kodon terminacyjny, kodon stop, kodon nonsensowny, kodon kończący – trójka nukleotydów nieodpowiadająca żadnemu z aminokwasów. Kodon ten jest znakiem końca, gdyż niesie informację o zakończeniu translacji, czyli procesu syntezy białka.
Spośród 64 kodonów, jakie można utworzyć poprzez kombinację czterech zasad azotowych, trzy kodony (zapis dla RNA) są nonsensowne:
- UAG – kodon bursztynowy (amber): uracyl–adenina–guanina
- UAA – kodon ochrowy (ochre): uracyl–adenina–adenina
- UGA – kodon opalowy (opal): uracyl–guanina–adenina.

Kodon terminacyjny został po raz pierwszy opisany w roku 1965.